# Theodor Schwann
Theodor Schwann (7 december 1810, Neuss - 11 januari 1882, Keulen) was een Duitse bioloog uit de 19e eeuw, die bekend is geworden door de celtheorie, die hij samen met Matthias Jacob Schleiden (1804-1881) in 1839 presenteerde.
Schwann volgde school in het progymnasium van Neuss en het gymnasium van Keulen (tot 1829). Hij studeerde medicijnen in Bonn, Würzburg en in Berlijn, waar hij afstudeerde. Aanvankelijk gaf Schwann lessen in Berlijn, en vanaf 1839 was hij hoogleraar in de anatomie te Leuven. Dit was hij ook van 1848 tot 1882 in Luik. Schwann werd bekend door zijn theorie van de cel. Hij was, met Schleiden, de eerste die stelde dat al het plantaardig en dierlijk leven zich afspeelt in cellen, die tot op zekere hoogte een eigen leven leiden, naast hun functie in het organisme. Hij introduceerde de begrippen cytoblastema en metabolisme. Cytoblastema wordt tegenwoordig protoplasma genoemd. Ook deelde hij weefsels, op grond van de verschillende soorten cellen, in 5 fundamentele soorten in. Hiermee is hij de grondlegger van de moderne weefselleer. Tevens ontdekte hij onder meer het enzym pepsine in maagsap, en de naar hem genoemde cellen die de mergscheden vormen. Niet alles wat hij bedacht werd door zijn Duitse collega's goed ontvangen. Toen Schwann in 1836 aantoonde dat gist een rol speelt bij fermentatie, werd hij door andere Duitse hoogleraren zo scherp bekritiseerd dat hij gedwongen was in ballingschap te gaan naar België.
In 1845 kreeg hij de Copley Medal. In 1868, tijdens zijn hoogleraarschap in Luik, kozen de leden van de vooraanstaande en exclusieve Orde Pour le Mérite Theodor Schwann als medelid. 

## Celtheorie
Schwann en Schleiden bestudeerden verschillende soorten cellen, en kwamen door hun bevindingen tot de formulering van hun celtheorie. Deze theorie stelt dat een cel drie functies heeft:
- De cel is de bouwsteen van al het leven. Hogere, complexere organismen, dat zijn alle organismen behorend tot het plantenrijk of het dierenrijk, zijn meercellig, dat betekent dat ze opgebouwd zijn uit grote hoeveelheden cellen. Andere, primitieve wezens, hebben één cel, de eencelligen.
- De cel is de functionele eenheid van het leven. Alle levensprocessen vinden plaats in een cel. Meercellige organismen zijn daarnaast niet slechts een verzameling cellen, maar vormen een complex systeem. De cellen vertonen een grote onderlinge samenhang, in de zin dat ze samenwerken.
- De cel is het oorspronkelijke deel, waaruit al het nieuwe leven voortkomt. Alle cellen waar een levend wezen uit bestaat zijn zelf ook uit cellen geboren. Cellen blijven zich delen en vormen zo steeds nieuwe cellen, via de zogenaamde celcyclus.

## Voetnoten
1. ↑  Award winners : Copley Medal. Royal Society. Geraadpleegd op 30 december 2018.
2. ↑  Complete List of Royal Society Fellows 1660-2007; pagina('s): 317.

- Bibsys: 90550450
- Author citation (botany): Schwann
- Gemeinsame Normdatei: 118762834
- International Standard Name Identifier: 0000 0000 8087 8243
- Library of Congress Control Number: n85114895
- Nationale Bibliotheek van Tsjechië: nlk20000087221
- Nationale Bibliotheek van Israël: 987007273481205171
- Nederlandse Thesaurus van Auteursnamen: 074619527
- SNAC: w6m62r7g
- Système universitaire de documentation: 085101451
- Virtual International Authority File: 8183370
- WorldCat: E39PBJdWPFmH4QgYphdJBwdbBP